# Liste der Kulturgüter in Rickenbach SO
Die Liste der Kulturgüter in Rickenbach SO enthält alle Objekte in der Gemeinde Rickenbach im Kanton Solothurn, die gemäss der Haager Konvention zum Schutz von Kulturgut bei bewaffneten Konflikten, dem Bundesgesetz vom 20. Juni 2014 über den Schutz der Kulturgüter bei bewaffneten Konflikten sowie der Verordnung vom 29. Oktober 2014 über den Schutz der Kulturgüter bei bewaffneten Konflikten unter Schutz stehen.
Objekte der Kategorie A sind im Gemeindegebiet nicht ausgewiesen, Objekte der Kategorie B sind vollständig in der Liste enthalten, Objekte der Kategorie C fehlen zurzeit (Stand: 1. Januar 2023).

## Kulturgüter
| Foto |                                                                                        | Objekt                                                      | Kat. | Typ | Standort                           | Beschreibung |
| ---- | -------------------------------------------------------------------------------------- | ----------------------------------------------------------- | ---- | --- | ---------------------------------- | ------------ |
| BW   | Datei hochladen · Wikidata zu Burgstelle (Q29881173)                                   | Rickenbach, mittelalterliche Burgruine KGS-Nr.: 04650       | B    | F   | Burgweg 631390 / 243520            |              |
| BW   | Datei hochladen · Wikidata zu Herrenhaus der ehemaligen Mühle (Q29881175)              | Herrenhaus der ehemaligen Mühle KGS-Nr.: 04653              | B    | G   | Mittelgäustrasse 2 632051 / 242857 |              |
| ja   | Datei hochladen · Wikidata zu St. Laurentiuskapelle (Q29881179)                        | St. Laurentiuskapelle KGS-Nr.: 04654                        | B    | G   | Dorfstrasse 4 631589 / 243350      |              |
| BW   | Datei hochladen · Wikidata zu Villa Tannenheim mit Park und Ökonomiebauten (Q29881181) | Villa Tannenheim mit Park und Ökonomiebauten KGS-Nr.: 04655 | B    | G   | Dorfstrasse 14, 12 631443 / 243284 |              |
| BW   | Datei hochladen · Wikidata zu Altes Schulhaus (Q29881172)                              | Altes Schulhaus KGS-Nr.: 13988                              | B    | G   | Bergstrasse 15 631315 / 243551     |              |
| BW   | Datei hochladen · Wikidata zu Mühlehof (Q29881178)                                     | Mühlehof KGS-Nr.: 13989                                     | B    | G   | Mittelgäustrasse 1 632111 / 242835 |              |